# Misumenops schiapelliae
Misumenops schiapelliae là một loài nhện trong họ Thomisidae.
Loài này thuộc chi Misumenops. Misumenops schiapelliae được Cândido Firmino de Mello-Leitão miêu tả năm 1944.